# Мориц Саксен-Альтенбургский
Мориц Франц Фридрих Константин Генрих Август Александр Карл Альберт Саксен-Альтенбургский (нем. Moritz Franz Friedrich Constantin Alexander Heinrich August Carl Albrecht von Sachsen-Altenburg; 24 октября 1829, Айзенберг — 13 мая 1907, Арко) — принц Саксен-Альтенбургский из эрнестинской линии из династии Веттинов, предполагаемый наследник герцогства Саксен-Альтенбург.

## Биография
Принц Мориц родился 24 октября 1829 года и был младшим сыном герцога Георга Саксен-Альтенбургского и его жены, герцогини Марии Мекленбург-Шверинской (1803—1862). По линии матери был правнуком императора Павла I (1754—1801) и императрицы Марии Фёдоровны (1759—1828) и внуком великой княгини Елены Павловны.
После обучения в университетах Йены и Дрездена, принц Мориц находился на службе в баварской и в прусской армиях (с 1851 года). Старший лейтенант в королевской гвардии, позднее — генерал от кавалерии.
После выхода в отставку в 1857 году, принц продолжил обучение в университете Бонна. Он увлекался естественными науками, получил известность как президент Общества естественной истории и древностей Остерланда.
Во время Франко-прусской войны принц Мориц вместе с женой брата герцогиней Агнессой активно сотрудничал с Красным Крестом Германии, где он был почётным председателем до 1904 года.
Так как герцог Эрнст не имел сына, принц считался наследником герцогства, но он умер 13 мая 1907 года, за год до старшего брата, передав права на трон своему сыну Эрнсту.
Гавриил Константинович писал, вспоминая встречу с дедом:
Я слышал от матушки, что дедушка Маврикий, который со стороны моей матери был правнуком Императора Павла I, и великий князь Николай Николаевич Старший, который был его внуком, были очень похожи друг на друга. В эти годы мы все ещё говорили только по-русски, а дедушка и бабушка не знали русского языка, но всё же мы с ними как-то объяснялись
В честь принца Морица естественнонаучный музей в Альтенбурге был назван Мауритианумом. Улица Морицштрассе в Альтенбурге была также названа в честь принца.

## Брак
15 октября 1862 года 32-летний принц Мориц женился на 19-летней принцессе Августе Луизе Адельгейде Каролине Иде Саксен-Мейнингенской (1843—1919), второй дочери герцога Бернгарда II (1800—1866) и принцессы Марии Гессен-Кассельской (1804—1888).

## Дети
- Мария Анна (1864—1918) — супруга князя Георга Шаумбург-Липпского;
- Елизавета Августа Мария Агнесса (1865—1927) — супруга великого князя Константина Константиновича;
- Маргарита Мария Агнесса Аделаида Каролина Фредерика (1867—1882)
- Эрнст Бернгард Георг Иоганн Карл Фридрих Петер Альберт (1871—1955) — женат на принцессе Адельгейде Шаумбург-Липпской (1875—1971);
- Луиза Шарлотта Мария Агнесса (1873—1953) — супруга герцога Эдуарда Георга Ангальтского (1861—1918)

## Награды
- Орден Святого апостола Андрея Первозванного (27 апреля (10 мая) 1884 года);
- Орден Зелёной короны